# Liste der Artenzahlen der Gliederfüßer Deutschlands
Diese Liste der Artenzahlen der Gliederfüßer dient der Erfassung der anerkannten Artenzahlen aller Taxa der Gliederfüßer, die aktuell in Deutschland im Freiland zu finden sind. Ausgestorbene und verschollene Arten werden nicht berücksichtigt. Marine Arten sind bisher ebenfalls nicht berücksichtigt. Ohne Krebstiere ergibt sich Stand 2022 eine Zahl von 38.463 Arten. Mit Krebstieren, die noch nicht vollständig aufgenommen wurden, beträgt die Zahl 38.980 Arten.

## Kieferklauenträger (Chelicerata)
Aus Deutschland sind aktuell 3484 terrestrische und limnische Arten der Kieferklauenträger bekannt, die alle zu den Spinnentieren gehören. Bei den Milben handelt es sich um eine Unterklasse der Spinnentiere, die übrigen Taxa sind Ordnungen.
| deutscher Name  | wissenschaftlicher Name | Artenzahl |
| --------------- | ----------------------- | --------- |
| Webspinnen      | Araneae                 | 992       |
| Milben          | Acari                   | 2390      |
| Weberknechte    | Opiliones               | 56        |
| Pseudoskorpione | Pseudoscorpiones        | 49        |

## Tausendfüßer (Myriapoda)
Bei den Zwergfüßern und Wenigfüßern handelt es sich um Klassen, die übrigen Taxa sind Ordnungen der Hundertfüßer und Doppelfüßer. Zusammengefasst sind aktuell 243 Arten aus Deutschland bekannt, vermutlich handelt es sich bei einigen Arten aber um Artenkomplexe, die mit modernen DNA-Daten in Zukunft noch aufgetrennt werden.
| deutscher Name | wissenschaftlicher Name | Artenzahl |
| -------------- | ----------------------- | --------- |
| Spinnenläufer  | Scutigeromorpha         | 1         |
| Steinläufer    | Lithobiomorpha          | 33        |
| Erdläufer      | Geophilomorpha          | 21        |
| Riesenläufer   | Scolopendromorpha       | 4         |
| Zwergfüßer     | Symphyla                | 19        |
| Wenigfüßer     | Pauropoda               | 35        |
| Pinselfüßer    | Polyxenida              | 1         |
| Saftkugler     | Glomerida               | 15        |
| Saugfüßer      | Polyzoniida             | 1         |
| Bandfüßer      | Polydesmida             | 16        |
| Samenfüßer     | Chordeumatida           | 39        |
| Schnurfüßer    | Julida                  | 58        |

## Krebstiere (Crustacea)
Nach der Pancrustacea-Theorie gehören die Sechsfüßer inklusive der Insekten zu den Krebstieren. In dieser Liste werden Krebstiere und Sechsfüßer jedoch in getrennten Abschnitten behandelt. Siehe auch: Krebstiere (Kladogramme). Bei aquatischen Arten wurden nur Süßgewässerarten berücksichtigt, Brackwasserarten werden in dieser Liste den marinen Arten zugerechnet. Die Asseln (Isopoda) exklusive Landasseln fehlen in der Auflistung noch sowie weitere Klassen von Krebstieren.
| deutscher Name  | wissenschaftlicher Name | Artenzahl |
| --------------- | ----------------------- | --------- |
| Landasseln      | Oniscidea               | 52        |
| Flohkrebse      | Amphipoda               | 47        |
| Zehnfußkrebse   | Decapoda                | 13        |
| Schwebegarnelen | Mysida                  | 6         |
| Krallenschwänze | Onychura                | 106       |
| Muschelkrebse   | Ostracoda               | 128       |
| Ruderfußkrebse  | Copepoda                | 157       |
| Kiemenfüßer     | Anostraca               | 6         |
| Rückenschaler   | Notostraca              | 2         |

## Sechsfüßer (Hexapoda)
Bei den Beintastlern und Springschwänzen handelt es sich um Klassen. Die übrigen Taxa sind Ordnungen der Insekten. Zusammengefasst sind aktuell etwa 34.757 Arten der Sechsfüßer aus Deutschland bekannt.
Siehe auch:
- Liste der Rüsselkäfer in Deutschland
- Systematik der Bockkäfer

| deutscher Name   | wissenschaftlicher Name | Artenzahl |
| ---------------- | ----------------------- | --------- |
| Beintastler      | Protura                 | 41        |
| Springschwänze   | Collembola              | 522       |
| Doppelschwänze   | Diplura                 | 26        |
| Felsenspringer   | Archaeognatha           | 14        |
| Fischchen        | Zygentoma               | 6         |
| Eintagsfliegen   | Ephemeroptera           | 117       |
| Libellen         | Odonata                 | 78        |
| Steinfliegen     | Plecoptera              | 117       |
| Ohrwürmer        | Dermaptera              | 11        |
| Fangschrecken    | Mantodea                | 1         |
| Schaben          | Blattodea               | 14        |
| Heuschrecken     | Orthoptera              | 82        |
| Staubläuse       | Psocoptera              | 97        |
| Tierläuse        | Phtiraptera             | 641       |
| Fransenflügler   | Thysanoptera            | 230       |
| Schnabelkerfe    | Hemiptera               | 2518      |
| Hautflügler      | Hymenoptera             | 9625      |
| Netzflügler      | Neuroptera              | 104       |
| Großflügler      | Megaloptera             | 5         |
| Kamelhalsfliegen | Raphidioptera           | 10        |
| Käfer            | Coleoptera              | 6959      |
| Fächerflügler    | Strepsiptera            | 16        |
| Köcherfliegen    | Trichoptera             | 307       |
| Schmetterlinge   | Lepidoptera             | 3682      |
| Schnabelfliegen  | Mecoptera               | 10        |
| Zweiflügler      | Diptera                 | 9450      |
| Flöhe            | Siphonaptera            | 72        |